# San Telmo (Baleares)
San Telmo (oficialmente en catalán Sant Elm) es una pequeña pedanía que forma parte del municipio español de Andrach, en la isla de Mallorca (Islas Baleares). Es muy visitado por el turismo de las islas.
San Telmo es uno de los seis núcleos poblacionales que forman el municipio.